# パラリンピックの開会宣言者一覧
パラリンピックの開会宣言者一覧（パラリンピックのかいかいせんげんしゃいちらん）は、パラリンピックの開会式において開会宣言を行った人物の一覧である。一覧中の斜字の人物は国家元首ではない人物。

## パラリンピック開催宣言者一覧
| 年   | パラリンピック                                 | 開催都市                              | 宣言者                               | 役職                   |
| ---- | ---------------------------------------------- | ------------------------------------- | ------------------------------------ | ---------------------- |
| 1960 | ローマパラリンピック                           | イタリア ローマ                       | カミーロ・ジャルディーナ             | イタリア保健大臣       |
| 1964 | 東京パラリンピック                             | 日本 東京                             | 開会宣言なし                         | 開会宣言なし           |
| 1968 | テルアビブパランピック                         | イスラエル テルアビブ                 | イーガル・アロン                     | イスラエル文部大臣     |
| 1972 | ハイデルベルクパラリンピック                   | 西ドイツ ハイデルベルク               | グスタフ・ハイネマン                 | ドイツ連邦大統領       |
| 1976 | エンシェルツヴィークパラリンピック             | スウェーデン エルンシェルツビク       | カール16世グスタフ                   | スウェーデン国王       |
| 1976 | トロントパラリンピック                         | カナダ トロント                       | ポーリン・ミルズ・マッギボン         | オンタリオ州副総督     |
| 1980 | ヤイロパラリンピック                           | ノルウェー ヤイロ                     | オーラヴ5世                          | ノルウェー国王         |
| 1980 | アーネムパラリンピック                         | オランダ アーネム                     | マルフリート                         | オランダ王女           |
| 1984 | インスブルックパラリンピック                   | オーストリア インスブルック           | ルドルフ・キルヒシュレーガー         | オーストリア連邦大統領 |
| 1984 | ニューヨーク・ストークマンデビルパラリンピック | アメリカ ニューヨーク                 | ロナルド・レーガン                   | アメリカ合衆国大統領   |
| 1984 | ニューヨーク・ストークマンデビルパラリンピック | イギリス ストーク・マンデヴィル       | チャールズ                           | ウェールズ公           |
| 1988 | インスブルックパラリンピック                   | オーストリア インスブルック           | クルト・ヴァルトハイム               | オーストリア連邦大統領 |
| 1988 | ソウルパラリンピック                           | 韓国 ソウル                           | 盧泰愚                               | 韓国大統領             |
| 1992 | アルベールビルパラリンピック                   | フランス ティーニュ／アルベールヴィル | フランソワ・ミッテラン               | フランス大統領         |
| 1992 | バルセロナパラリンピック                       | スペイン バルセロナ／マドリード       | ソフィア                             | スペイン王妃           |
| 1994 | リレハンメルパラリンピック                     | ノルウェー リレハンメル               | ソニア                               | ノルウェー王妃         |
| 1996 | アトランタパラリンピック                       | アメリカ アトランタ                   | アル・ゴア                           | アメリカ合衆国副大統領 |
| 1998 | 長野パラリンピック                             | 日本 長野                             | 徳仁親王                             | 日本国皇太子           |
| 2000 | シドニーパラリンピック                         | オーストラリア シドニー               | ウィリアム・パトリック・ディーン     | オーストラリア総督     |
| 2002 | ソルトレークシティパラリンピック               | アメリカ ソルトレイクシティ           | ジョージ・W・ブッシュ                | アメリカ合衆国大統領   |
| 2004 | アテネパラリンピック                           | ギリシャ アテネ                       | コンスタンディノス・ステファノプロス | ギリシャ大統領         |
| 2006 | トリノパラリンピック                           | イタリア トリノ                       | カルロ・アツェリオ・チャンピ         | イタリア大統領         |
| 2008 | 北京パラリンピック                             | 中国 北京                             | 胡錦濤                               | 中華人民共和国主席     |
| 2010 | バンクーバーパラリンピック                     | カナダ バンクーバー                   | ミカエル・ジャン                     | カナダ総督             |
| 2012 | ロンドンパラリンピック                         | イギリス ロンドン                     | エリザベス2世                        | イギリス女王           |
| 2014 | ソチパラリンピック                             | ロシア ソチ                           | ウラジーミル・プーチン               | ロシア連邦大統領       |
| 2016 | リオデジャネイロパラリンピック                 | ブラジル リオデジャネイロ             | ミシェル・テメル                     | ブラジル大統領         |
| 2018 | 平昌パラリンピック                             | 韓国 平昌                             | 文在寅                               | 韓国大統領             |
| 2021 | 東京パラリンピック                             | 日本 東京                             | 今上天皇                             | 日本国天皇             |
| 2022 | 北京パラリンピック                             | 中国 北京                             | 習近平                               | 中華人民共和国主席     |
| 2024 | パリパラリンピック                             | フランス パリ                         | エマニュエル・マクロン               | フランス大統領         |